# Урочище «Будки»
Уро́чище «Бу́дки» — заповідне урочище (лісове) місцевого значення в Україні. Розташоване в межах Здолбунівського району Рівненської області, на південний захід від села Мости. 
Площа 6,6 га. Статус надано згідно з рішенням Рівненської обласної ради від 27.05.2005 року, № 584. Перебуває у віданні ДП СЛП «Здолбунівський держспецлісгосп». 
Статус надано з метою збереження частини лісового масиву з рідкісними та лікарськими рослинами. 
Урочище «Будки» входить до складу Дермансько-Острозького національного природного парку.